# Liste der Gemeinden in der Provinz Álava
Die spanische Provinz Álava hat 51 Gemeinden (Stand 1. Januar 2019).

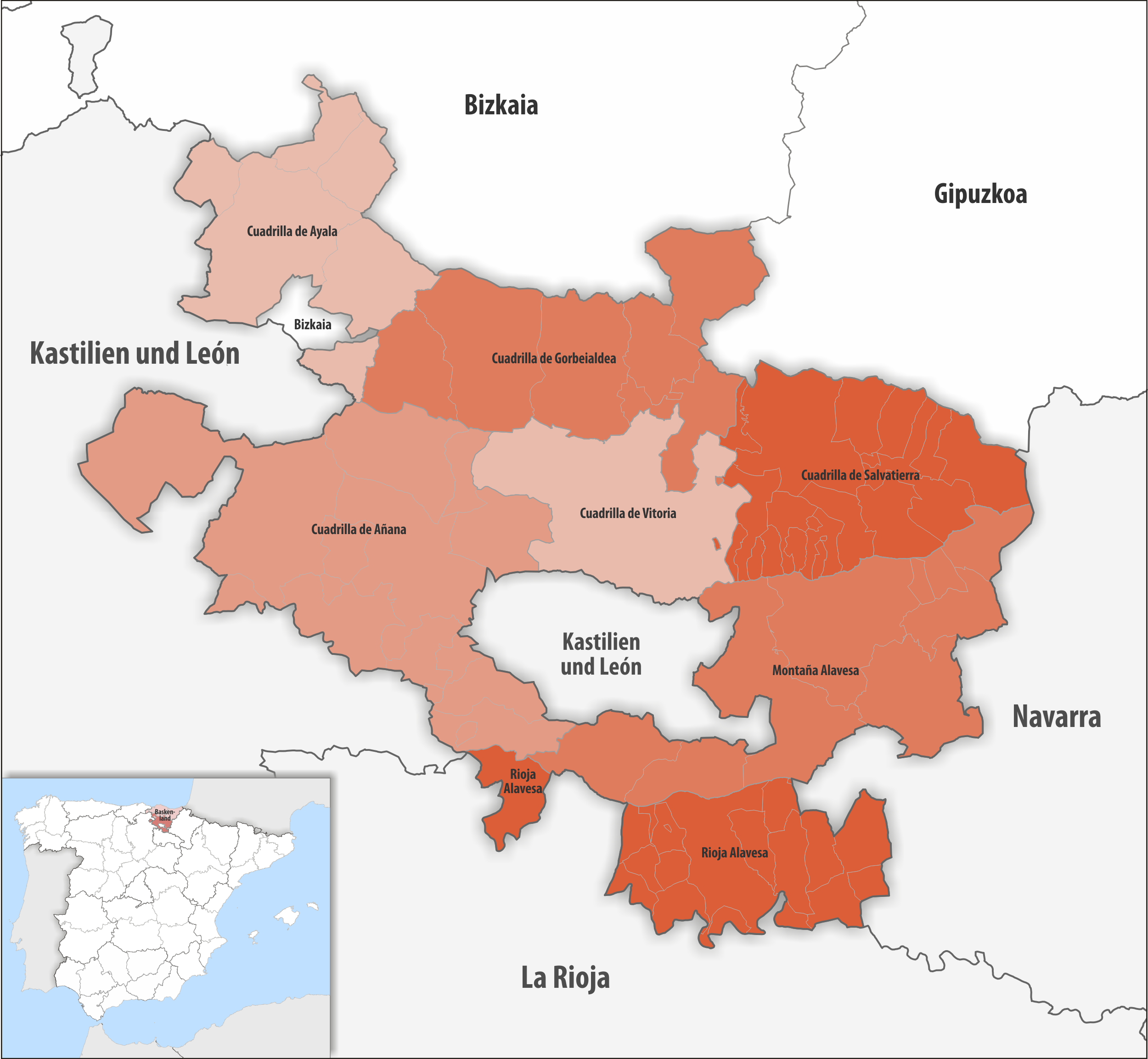
Comarcas in der Provinz Álava

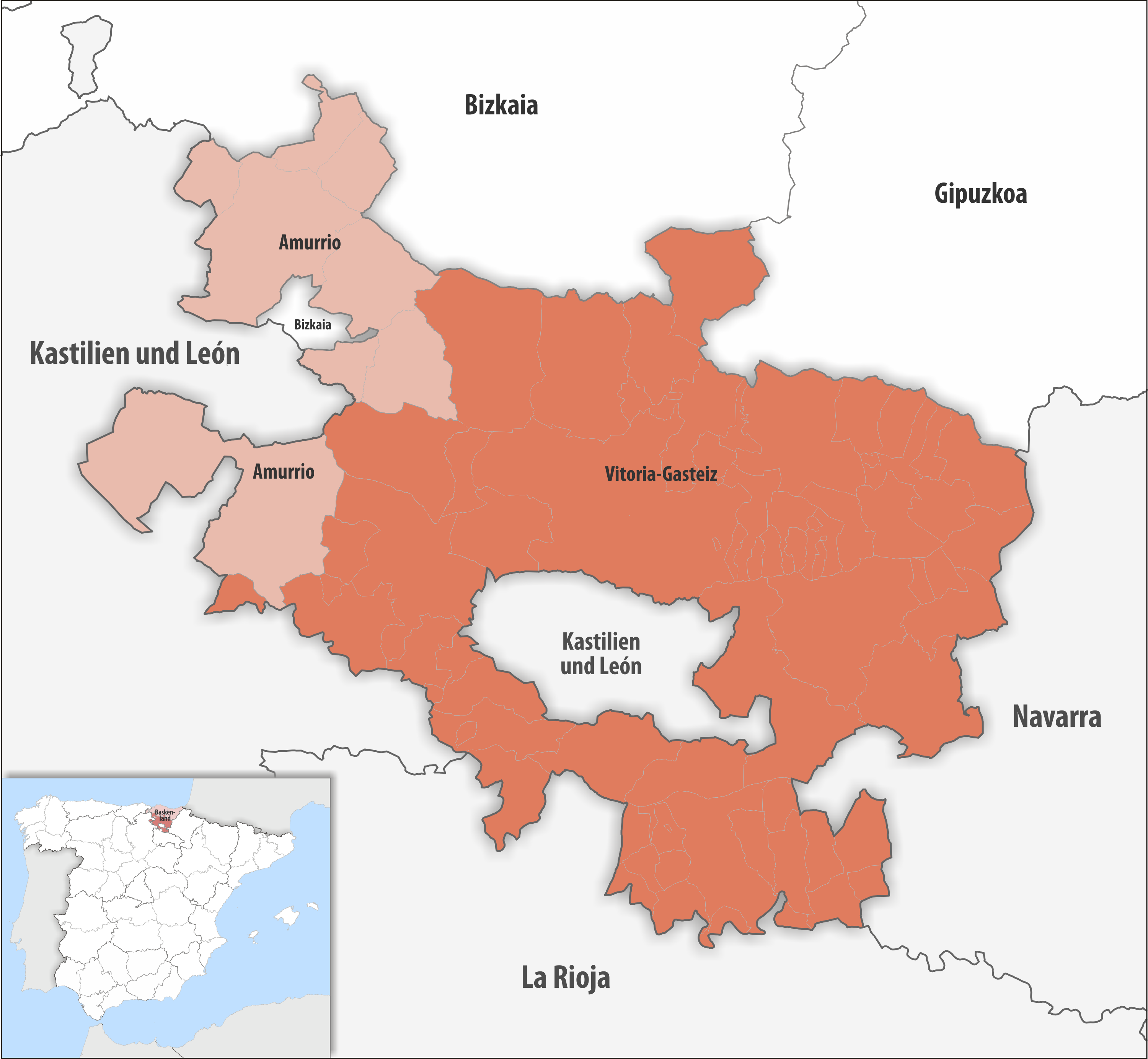
Gerichtsbezirke in der Provinz Álava

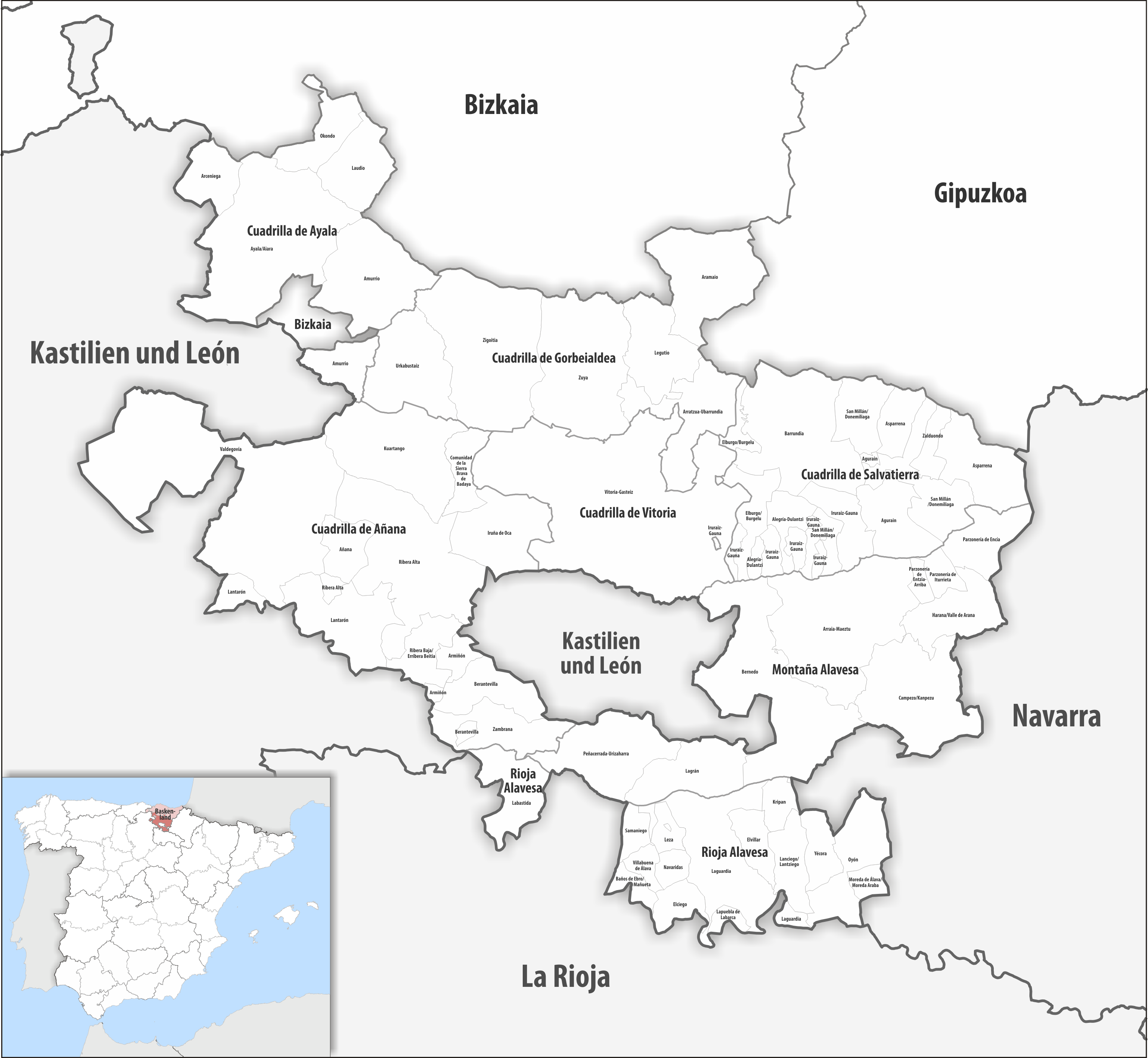
Gemeinden und Comarcas in der Provinz Álava

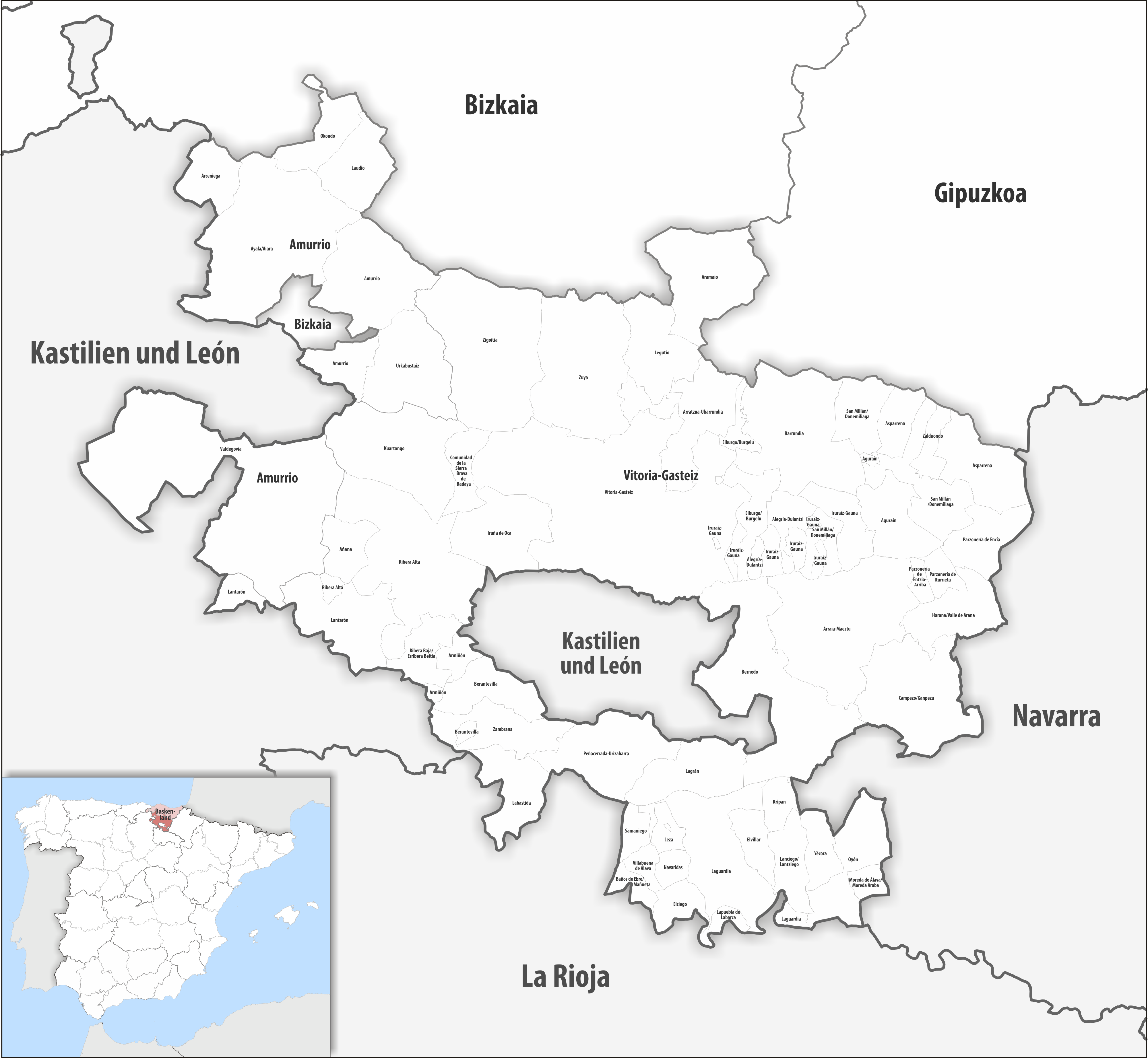
Gemeinden und Gerichtsbezirke in der Provinz Álava

| Wappen | Gemeinden                    | Einwohner (2024) | Fläche km² | Dichte Einw./km² | Cod INE | Comarca                  | Gerichtsbezirk  |
| ------ | ---------------------------- | ---------------- | ---------- | ---------------- | ------- | ------------------------ | --------------- |
|        | Agurain                      | 5.155            | 37,77      | 136              | 01051   | Cuadrilla de Salvatierra | Vitoria-Gasteiz |
|        | Alegría-Dulantzi             | 2.971            | 19,95      | 149              | 01001   | Cuadrilla de Salvatierra | Vitoria-Gasteiz |
|        | Amurrio                      | 10.330           | 96,30      | 107              | 01002   | Cuadrilla de Ayala       | Amurrio         |
|        | Añana                        | 142              | 21,92      | 6                | 01049   | Cuadrilla de Añana       | Vitoria-Gasteiz |
|        | Aramaio                      | 1.381            | 73,09      | 19               | 01003   | Cuadrilla de Gorbeialdea | Vitoria-Gasteiz |
|        | Arceniega                    | 1.856            | 27,29      | 68               | 01004   | Cuadrilla de Ayala       | Amurrio         |
|        | Armiñón                      | 247              | 12,97      | 19               | 01006   | Cuadrilla de Añana       | Vitoria-Gasteiz |
|        | Arraia-Maeztu                | 822              | 123,11     | 7                | 01037   | Montaña Alavesa          | Vitoria-Gasteiz |
|        | Arratzua-Ubarrundia          | 1.047            | 57,53      | 18               | 01008   | Cuadrilla de Gorbeialdea | Vitoria-Gasteiz |
|        | Asparrena                    | 1.611            | 65,11      | 25               | 01009   | Cuadrilla de Salvatierra | Vitoria-Gasteiz |
|        | Ayala/Aiara                  | 2.942            | 140,97     | 21               | 01010   | Cuadrilla de Ayala       | Amurrio         |
|        | Baños de Ebro/Mañueta        | 291              | 9,50       | 31               | 01011   | Rioja Alavesa            | Vitoria-Gasteiz |
|        | Barrundia                    | 879              | 97,30      | 9                | 01013   | Cuadrilla de Salvatierra | Vitoria-Gasteiz |
|        | Berantevilla                 | 459              | 35,75      | 13               | 01014   | Cuadrilla de Añana       | Vitoria-Gasteiz |
|        | Bernedo                      | 546              | 130,48     | 4                | 01016   | Montaña Alavesa          | Vitoria-Gasteiz |
|        | Campezo/Kanpezu              | 1.085            | 85,36      | 13               | 01017   | Montaña Alavesa          | Vitoria-Gasteiz |
|        | Elburgo/Burgelu              | 642              | 32,10      | 20               | 01021   | Cuadrilla de Salvatierra | Vitoria-Gasteiz |
|        | Elciego                      | 955              | 16,26      | 59               | 01022   | Rioja Alavesa            | Vitoria-Gasteiz |
|        | Elvillar                     | 319              | 17,50      | 18               | 01023   | Rioja Alavesa            | Vitoria-Gasteiz |
|        | Harana/Valle de Arana        | 214              | 39,12      | 5                | 01056   | Montaña Alavesa          | Vitoria-Gasteiz |
|        | Iruña de Oca                 | 3.625            | 53,24      | 68               | 01901   | Cuadrilla de Añana       | Vitoria-Gasteiz |
|        | Iruraiz-Gauna                | 553              | 47,13      | 12               | 01027   | Cuadrilla de Salvatierra | Vitoria-Gasteiz |
|        | Kripan                       | 178              | 12,52      | 14               | 01019   | Rioja Alavesa            | Vitoria-Gasteiz |
|        | Kuartango                    | 408              | 84,32      | 5                | 01020   | Cuadrilla de Añana       | Vitoria-Gasteiz |
|        | Labastida                    | 1.565            | 38,11      | 41               | 01028   | Rioja Alavesa            | Vitoria-Gasteiz |
|        | Lagrán                       | 170              | 45,62      | 4                | 01030   | Montaña Alavesa          | Vitoria-Gasteiz |
|        | Laguardia                    | 1.478            | 80,94      | 18               | 01031   | Rioja Alavesa            | Vitoria-Gasteiz |
|        | Lantarón                     | 926              | 67,45      | 14               | 01902   | Cuadrilla de Añana       | Vitoria-Gasteiz |
|        | Lanciego/Lantziego           | 685              | 24,25      | 28               | 01032   | Rioja Alavesa            | Vitoria-Gasteiz |
|        | Lapuebla de Labarca          | 859              | 6,05       | 142              | 01033   | Rioja Alavesa            | Vitoria-Gasteiz |
|        | Laudio                       | 17.982           | 37,73      | 477              | 01036   | Cuadrilla de Ayala       | Amurrio         |
|        | Legutio                      | 2.086            | 45,86      | 45               | 01058   | Cuadrilla de Gorbeialdea | Vitoria-Gasteiz |
|        | Leza                         | 210              | 9,92       | 21               | 01034   | Rioja Alavesa            | Vitoria-Gasteiz |
|        | Moreda de Álava/Moreda Araba | 215              | 8,67       | 25               | 01039   | Rioja Alavesa            | Vitoria-Gasteiz |
|        | Navaridas                    | 191              | 8,92       | 21               | 01041   | Rioja Alavesa            | Vitoria-Gasteiz |
|        | Okondo                       | 1.194            | 29,85      | 40               | 01042   | Cuadrilla de Ayala       | Amurrio         |
|        | Oyón                         | 3.413            | 45,18      | 76               | 01043   | Rioja Alavesa            | Vitoria-Gasteiz |
|        | Peñacerrada-Urizaharra       | 302              | 62,15      | 5                | 01044   | Montaña Alavesa          | Vitoria-Gasteiz |
|        | Ribera Alta                  | 845              | 119,82     | 7                | 01046   | Cuadrilla de Añana       | Vitoria-Gasteiz |
|        | Ribera Baja/Erribera Beitia  | 1.439            | 25,31      | 57               | 01047   | Cuadrilla de Añana       | Vitoria-Gasteiz |
|        | Samaniego                    | 290              | 10,58      | 27               | 01052   | Rioja Alavesa            | Vitoria-Gasteiz |
|        | San Millán/Donemiliaga       | 720              | 85,39      | 8                | 01053   | Cuadrilla de Salvatierra | Vitoria-Gasteiz |
|        | Urkabustaiz                  | 1.462            | 60,85      | 24               | 01054   | Cuadrilla de Gorbeialdea | Amurrio         |
|        | Valdegovía                   | 1.072            | 238,23     | 4                | 01055   | Cuadrilla de Añana       | Amurrio         |
|        | Villabuena de Álava          | 290              | 8,48       | 34               | 01057   | Rioja Alavesa            | Vitoria-Gasteiz |
|        | Vitoria-Gasteiz              | 257.968          | 276,98     | 931              | 01059   | Cuadrilla de Vitoria     | Vitoria-Gasteiz |
|        | Yécora                       | 265              | 18,80      | 14               | 01060   | Rioja Alavesa            | Vitoria-Gasteiz |
|        | Zalduondo                    | 194              | 11,89      | 16               | 01061   | Cuadrilla de Salvatierra | Vitoria-Gasteiz |
|        | Zambrana                     | 442              | 39,57      | 11               | 01062   | Cuadrilla de Añana       | Vitoria-Gasteiz |
|        | Zigoitia                     | 1.844            | 102,09     | 18               | 01018   | Cuadrilla de Gorbeialdea | Vitoria-Gasteiz |
|        | Zuia                         | 2.372            | 122,58     | 19               | 01063   | Cuadrilla de Gorbeialdea | Vitoria-Gasteiz |
|        | Provinz Araba/Álava          | 339.137          | 3.037,45   | 112              | 01000   | –                        | –               |

- Karte mit allen verlinkten Seiten:
- OSM |
- WikiMap